# Wil Wheaton
Richard William "Wil" Wheaton III (Burbank, California, 29 de julio de 1972) es un escritor y actor estadounidense. Como actor, sus papeles más conocidos son el del alférez Wesley Crusher, de la serie de televisión Star Trek: The Next Generation, Gordie LaChance en la película Stand by Me, el adolescente rebelde Joseph “Joey” Trotta en Toy Soldiers, y participó en ocasiones en la serie The Big Bang Theory interpretándose a sí mismo.

## Biografía

### Vida personal
Wil Wheaton nació en Burbank, California, hijo de Richard William Wheaton II y de Debbie O'Connor. Tiene un hermano, Jeremy, y una hermana, Amy. Sus hermanos aparecen sin acreditar en el episodio de Star Trek: The Next Generation "When the Bough Breaks". Amy también apareció junto a Wil en The Curse.[cita requerida]
Wil Wheaton ha afirmado que durante su infancia su padre se mostró abusivo con él, obligándole a participar en las audiciones, y que su madre consintió esos abusos.
Wheaton se casó con Anne Prince en 1999. Vive con su esposa y sus dos hijastros, Nolan y Ryan, en Pasadena, California. Cuando uno de sus hijastros cumplió 18 años, le pidió a Wheaton que lo adoptara legalmente, y aceptó.

### Ámbito profesional yStar Trek
Realizó su aparición artística en la película de televisión A Long Way Home (1981), pero su primer papel conocido fue como Gordie LaChance en Stand by Me (1986), la adaptación de la novela The Body de Stephen King. En 1991 interpretó a Joey Trotta en la película Toy Soldiers.
Entre 1987 y 1990 interpretó al alférez Wesley Crusher en la serie Star Trek: The Next Generation durante sus primeras cuatro temporadas.
Como muchos actores populares de la serie de Star Trek, gran parte de la carrera de Wheaton ha sido orientada en función de su aparición en la serie. Durante su juventud fue un invitado destacado en las convenciones de Star Trek y fue una figura muy popular en las revistas adolescentes.
Aunque el personaje de Wesley Crusher de Star Trek, y por extensión el propio Wil Wheaton, fue una figura “odiada” y “despreciada” por una parte de los fanes de la serie (“trekkies”) durante la primera temporada de The Next Generation, Wheaton ha explicado que se limitó a interpretar su guion y que a él tampoco le gustaba mucho el personaje de Wesley Crusher. Sin embargo, disfrutó trabajando en la serie y aprecia a sus compañeros actores, especialmente a Patrick Stewart (Capitán Jean Luc Piccard) Wil Wheaton posteriormente respondió a las críticas de los aficionados y fanes de la serie en una entrevista para WebTalk Radio:

Últimamente me he dado cuenta de que la gente realmente cruel –como los fanes de Usenet- sólo eran en estadística un número insignificante de personas. Y sé, a partir de la gente con la que he intercambiado correo electrónico por internet en mi página web y gente con la que he hablado desde que comencé a asistir a las convenciones de Star Trek en los últimos cinco años, que la verdad es que existen muchas más personas que disfrutaron con toda la serie, incluyendo mi interpretación del personaje [Wesley Crusher]

Tras abandonar Star Trek, Wil Wheaton se trasladó a Topeka, Kansas para trabajar como programador informático para Newtek, donde ayudó a desarrollar el Video Toaster 4000 Debido a su perfil público y su fama, posteriormente trabajó como publicista para el producto.
El tema de la popularidad de Wil Wheaton entre los fanes de Star Trek y la polémica en torno a Wesley Crusher aparece en muchos web cómics.ArcaneTimes del 25 de marzo de 2005 ofrece una postura favorable. Something Positive presenta opiniones diversas como parte de la historia Mike´s Kid: 28 de septiembre de 2006- 30 de septiembre de 2006.
Fue un concursante en un programa temático sobre Star Trek en The Weakest Link (El rival más débil) (2001).

### Otras interpretaciones
A finales de la década de 1990, Wil Wheaton apareció en varias películas independientes, incluyendo la galardonada The Good Things, en la que interpreta a un frustrado trabajador de una cabina de peaje de Kansas. que fue seleccionado como mejor cortometraje de 2002 del Deauville Film Festival. Este mismo año también recibió el premio al mejor actor del Melbourne Underground Film Festival por su interpretación en Jane White is Sick and Twiste.
Desde septiembre del año 2006 a septiembre de 2007 Wil Wheaton presentó un video podcast llamado InDigital junto con Jessica Corbin y el veterano presentador Hahn Choi.
Entre sus últimos trabajos se incluyen apariciones como actor invitado en varias series de televisión, como Numb3rs (23 de noviembre de 2007) y Criminal Minds (22 de octubre de 2008). También ha aparecido en varias series de internet, incluyendo un cameo en la comedia Lock Out para LoadingReadyRun, y Gorgeous Tiny Chicken Machine Show (30 de mayo de 2008).
Wil Wheaton también ha trabajado como actor de voz, incluyendo su papel como Aqualad en la serie animada Teen Titans y la voz del periodista de radio Richard Burnes en el popular videojuego Grand Theft Auto: San Andreas. En el año 2006 interpretó la voz de Kyle en la serie animada Kyle + Rosemary. También ha interpretado la voz de su versión animada en un episodio de Family Guy
También realizó gags de comedia y de improvisación en el ACME Comedy Theater de Hollywood. Trabaja con un grupo de comediantes llamado EarnestBorg9 que realiza gags cómicos de ciencia ficción en convenciones del género. También aparece en el álbum musical Final Boss de MC Frontalot interpretándose a sí mismo intentando ser un rapero con rimas relacionadas con los mariscos. Wheaton y Frontalot también han aparecido en la Penny Arcade Expo.
Apareció en 17 episodios de la serie The Big Bang Theory interpretándose a sí mismo, primeramente en una versión malvada y maquiavélica que no tiene escrúpulos con tal de burlarse de Sheldon Cooper (Jim Parsons), para luego convertirse en amigos.
A partir de julio de 2010, Wheaton tiene un papel en la serie Eureka, interpretando al Dr. Isaac Parrish, el jefe del laboratorio de armas no letales en Global Dynamics y enemigo del Dr. Fargo.

### Obra escrita
Se ha convertido en una figura importante de la comunidad friki y nerd, y posee su propio weblog, Wil Wheaton Dot Net. Gran parte de su popularidad actual procede de su obra escrita y de los fanes que siguen admirando su trabajo cinematográfico y televisivo.
Entre el año 2001 y finales del año 2004 administró un foro conocido como The Soapbox o Paracosm, como parte de su blog. En lugar de ser simplemente un foro de fanes, se convirtió en un lugar donde la gente podía reunirse para hablar sobre distintos temas como música, libros, religión, política, juegos,  y otros; en principio eran temas que interesaban a Wil Wheaton y no sobre sí mismo.[cita requerida] . Han sido publicadas dos recopilaciones de mensajes del foro tituladas Bóxer Shorts y 'Bóxer Shorts Redux.
Wil Wheaton contribuye regularmente a la comunidad bloguera de Los Ángeles, y se ha convertido en el destacado Geek editor para SuicideGirls Newswire. Tenía una columna mensual titulada Wil Save en la revista de Dungeons & Dragons, que dejó de escribir en mayo del año 2005. Desde enero de 2005 a octubre de 2006, Wheaton escribió una columna para The Onion AV Club sobre los primeros videojuegos titulada Games of Our Lives. El 12 de diciembre de 2008 regresó a su papel como Geek editor, y sus editoriales se publican el segundo miércoles de cada mes.

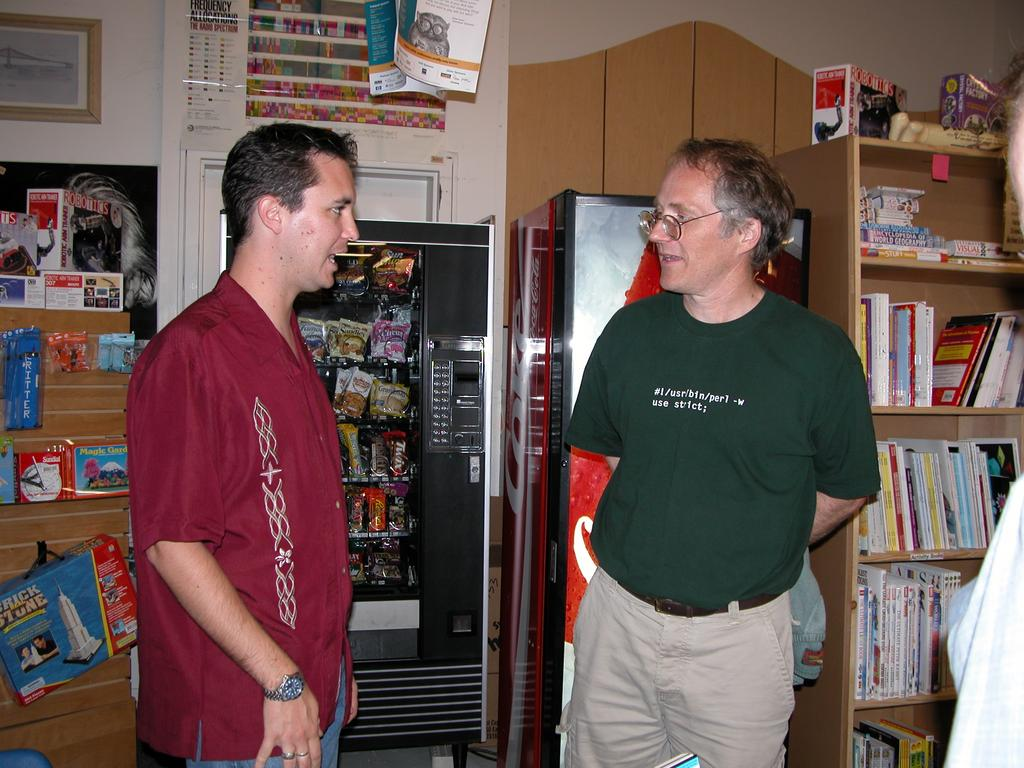
Wil Wheaton (izquierda) con Tim O'Reilly en la sesión de firmas de Dancing Barefoot en Powell's, Portland, Oregón (2003).

En la primavera del año 2003, Wil Wheaton fundó la editorial independiente Monolith Press y publicó una biografía titulada Dancing Barefoot (Bailando descalzo). Monolith Press fue fundada con el propósito de que la publicación no estuviera limitada por la demanda del mercado. La mayoría de los pasajes de su biografía son versiones extendidas de las entradas de su blog. Dancing Barefoot vendió tres ediciones en cuatro meses.
En invierno del año 2003, el éxito del libro atrajo la atención del publicista Tim O'Reilly, que firmó con Wheaton un contrato de tres libros. O'Reilly también adquirió los derechos de Dancing Barefoot y publicó la biografía extendida de Wheaton, Just a Geek (Solo un friki), en verano de 2004. Desde entonces Wheaton ha manifestado su decepción sobre la forma en que el libro fue promocionado, como si fuera un libro de Star Trek y no tanto una biografía personal.[cita requerida]
El tercer libro de Wheaton, The Happiest Days of Our Lives (Los días más felices de nuestras vidas) fue publicado en el año 2007. Fue publicado con licencia Creative Commons.
Con la publicación de Sunken Treasure: Wil Wheaton's Hot Cocoa Box Sampler (El tesoro hundido: Wil Wheaton's Hot Cocoa Box Sampler) en febrero de 2009 Wheaton decidió utilizar un servicio de autopublicación en formato físico y digital, que ha continuado con sus publicaciones posteriores. Sunken Treasure contiene varios extractos de proyectos diferentes, incluyendo dos relatos cortos, un esbozo de guion cómico y el diario de producción de Wheaton durante su participación en William's Tell y Mentes Criminales. Posteriormente el diario de producción fue publicado como un audiolibro.
En 2009 también publicó Memories of the Future: Volume 1 (Memorias del futuro: volumen 1), una crítica humorística, así como un relato de Wheaton sobre sus experiencias y recuerdos en los primeros trece episodios de Star Trek: la Nueva Generación.

### Política
Wil Wheaton se considera un libertario y defensor de las libertades. En septiembre del año 2006 Wheaton dejó muy claras sus posiciones contra la política del presidente Bush con un mensaje en su blog referente al debate en el Congreso estadounidense sobre si era lícito permitir la tortura de terroristas. Al presidente Bush y a sus aliados republicanos del congreso debería caérseles la cara de vergüenza.
En un artículo que Wheaton escribió para el Salóo.com de 2005, The Real War on Christmas atacaba a comentaristas como Bill O'Reilly y detallaba las discusiones que había mantenido con sus padres conservadores sobre la situación política del momento. Los padres de Wheaton se sintieron muy ofendidos por este artículo y Wil escribió una extensa disculpa en su página y también puso una entrevista en la que sus padres daban su versión de lo ocurrido.
El 24 de agosto de 2007 Wil Wheaton participó en un intenso debate en la anual Penny Arcade Expo, que posteriormente fue hecho público en internet. Wheaton entabló una discusión pública e insultó al abogado Jack Thompson, un notorio activista contra los videojuegos y Hal Halpin, el presidente de la Entertainment Consumers Association (ECA). Gran parte de la intervención de Wheaton se centró en el debate sobre la violencia en los videojuegos.
Durante las elecciones presidenciales del año 2008 Wil Wheaton apoyó a Barack Obama. y se opuso a la Proposición 8, que prohibía los matrimonios igualitarios, considerando que solo servía para provocar odio y discriminación.

### Póquer
En el año 2003 Wil Wheaton comenzó a hablar en su blog sobre su afición por el póquer. Al año siguiente escribió con más detalle sobre sus experiencias en el juego, incluyendo historias sobre su participación en varios torneos locales de Texas y Las Vegas. Finalmente Wheaton se convirtió en un jugador habitual, con una destacada actuación en el campeonato World Poker Tour de 2005. El 23 de junio Wheaton aceptó una invitación para unirse al TeamPokerStars. Comenzó a jugar en la Serie Mundial de Póquer y fue el portavoz invitado del Banquete 2005 de la asociación BARGE. En junio del año 2007 Wheaton anunció que dejaría de jugar en el TeamPokerStars debido a cambios en el sistema legal estadounidense que provocaron que los campeonatos tuvieran que trasladarse a Europa y Asia y jugó una partida de adiós en el torneo de adiós de Pokerstars el 5 de junio de 2007, sobre la que escribió en su blog.

### Juegos de rol
Desde los 12-13 años Wil Wheaton ha jugado a Dungeons & Dragons y dice que siempre estuvo "muy, muy absorbido por los juegos de rol" y que "siempre me han gustado". Tuvo la oportunidad de jugar a la 4ª edición de Dungeons & Dragons en Seattle durante todo un día con Chris Perkins de la editorial Wizards of the Coast, los creadores del juego de cartas Magic: The Gathering y del webcomic Penny Arcade y Scott Kurtz de PvP.

## Filmografía

### Películas
- 1982, The Secret of NIMH ((voz)
- 1983, Hambone and Hillie
- 1984, The Last Starfighter (escenas eliminadas de la película pero incluidas en los extras del DVD)
- 1984, The Buddy System
- 1986, Stand by Me
- 1987, The Curse
- 1988, She's Having a Baby (un cameo que no aparece en los créditos)
- 1991, Toy Soldiers
- 1991, December
- 1993, The Liars' Club
- 1996, Pie in the Sky
- 1996, Boys' Night Out
- 1996, Mr Stitch
- 1997, Trekkies (1997)
- 1997, Flubber
- 1997, Tales of Glamour and Excess
- 1998, Fag Hag
- 1999, Foreign Correspondents
- 2000, The Girls' Room
- 2000, Peligro en las profundidades
- 2000, Python
- 2001, Speechless...
- 2001, The Good Things
- 2002, Jane White Is Sick & Twisted
- 2002, Fish Don't Blink
- 2002, Star Trek: némesis  (aparece en una escena extendida, eliminada pero que aparece en algunas versiones de DVD)
- 2003, Book of Days
- 2003, Four Fingers of the Dragon
- 2003, Neverland
- 2007, Americanizing Shelley
- 2014, The Video Games Movie
- 2020, Rent-A-Pal

### Televisión
- 1980, Meat Puppet
- 1981, A Long Way Home
- 1982, The Shooting
- 1985, Highway to Heaven
- 1986, St. Elsewhere
- 1986, The Defiant Ones
- 1986, Long Time Gone
- 1987, Family Ties
- 1987, Young Harry Houdini
- 1987, The Man Who Fell to Earth
- 1987, Star Trek: The Next Generation
- 1989, My Dad Can't Be Crazy... Can He?
- 1990, Family Double Dare
- 1990, Monsters
- 1991, The Arsenio Hall Show
- 1991, The Last Prostitute
- 1991, Star Trek 25th Anniversary Special
- 1993, Tales from the Crypt
- 1995, It Was Him or Us
- 1995, Mr. Stitch
- 1995, The Outer Limits: "The Light Brigade
- 1996, The Love Boat: The Next Wave
- 1998, Diagnosis Murder
- 1998, The Day Lincoln Was Shot
- 2001, The Flintstones: On the Rocks
- 2001, Twice in a Lifetime Episodio 22 "The Choice"
- 2001, Weakest Link  (Star Trek-edición temática)
- 2002, Beat the Geeks
- 2002, Biography : "Eclipsed by Death - The Life of River Phoenix" (narrador)
- 2002, Walking the Tracks: The Summer of "Stand by Me"  (Stand by Me documental)
- 2002, Arena  (también guionista)
- 2003, Favorite Stars: Then & Now
- 2003, Book of Days
- 2003, The Screen Savers
- 2004, Call for Help
- 2004, Teen Titans (voz de Aqualad)
- 2005, Super Robot Monkey Team Hyperforce Go!  (voz)
- 2005, CSI: Crime Scene Investigation
- 2005, I Love the '80s 3-D
- 2006, I Love Toys
- 2006, Legion of Super Heroes  (voz de Cosmic Boy)
- 2007, Ben 10  (voz)
- 2007, Ben 10: Alien Force Mike Morningstar/Darkstar
- 2007, Numb3rs: "Graphic"  (como Miles Sklar, episodio 1)
- 2008, Batman: The Brave and the Bold  (como Blue Beetle/Ted Kord)
- 2008, I Love the New Millennium
- 2008, Criminal Minds
- 2008, Kyle + Rosemary  (voz)
- 2009, Family Guy  (voz)
- 2009, The Big Bang Theory (2009-2019) (como él mismo, aparece esporádicamente en la serie desde la tercera temporada)
- 2010, Eureka (4ª temporada) (como el Dr. Parrish)
- 2010, Leverage  (como Kaos, en dos capítulos)
- 2015, Dark Matter  Episodio 12
- 2015, Powers  Temp. 2
- 2016, Mistery Science Theater 3000  Episodio: "Reptilicus"
- 2017, Bill Nye Saves the World Episodio: "The Original Martian Invasion"
- 2017, Whose Line is it Anyway? Temporada 13, Episodio 5
- 2019, Crisis on Infinite Earths Supergirl 5x09 (cameo en la primera parte)
- 2022, Star Trek: Picard  Temporada 2, Episodio 10 (Como Wesley Crusher)

### Series Web
- 2009, The Guild
- 2012, TableTop
- 2015, Powers

### Incorrectamente atribuido a Wil Wheaton
A veces Wil Wheaton es confundido con Will Wheaton Jr., un músico de jazz que contribuyó a Mistery Men, entre otros trabajos.

## Videojuegos
- 2003, Crimson Skies: High Road to Revenge (voz)
- 2004, EverQuest II  (voz)
- 2004, Grand Theft Auto: San Andreas (voz de Richard Burns)
- 2004, Tom Clancy's Ghost Recon 2 (voz)
- 2005, Tom Clancy's Rainbow Six: Lockdown (voz)
- 2005, Tom Clancy's Ghost Recon Advanced Warfighter (voz)
- 2006, Tom Clancy's Ghost Recon Advanced Warfighter 2 (voz)
- 2005, Grand Theft Auto: Liberty City Stories (voz de Richard Burns)
- 2006, Grand Theft Auto: Vice City Stories (voz de Richard Burns)
- 2008, Grand Theft Auto IV (voz de Richard Burns)
- 2011, DC Universe Online (voz de Robin/Tim Drake)
- Fallout New Vegas (voz)
- Code Name: S.T.E.A.M. (voz de Abraham Lincoln)
- 2021, I Expect You To Die 2 (Voz de John Juniper)